# Белінда (роман)
«Белінда» (англ. Belinda) —  еротичний фантастичний роман Енн Райс, написаний нею під псевдонімом Енн Ремплінг (Anne Rampling) (1986).
Слідом за романом «Брама в рай» (1985) досліджує порочні сторони людської душі. «Белінда» містить сцени БДСМ, в яких письменниця досліджує відносини між дорослим чоловіком і неповнолітньою дитиною.

## Сюжет
Роман розглядає взаємини між сорокачотирирічним розлученим дитячим письменником і художником Джеремі Вокером і шістнадцятирічною втікачкою-підлітком. Не знаючи, хто така Белінда насправді, Джеремі закохується в дівчину і малює її голі портрети. Коли ж він дізнається про справжню історію Белінди, ситуація починає швидко розвиватися, це загрожує його кар'єрі, свободі, а також любові до Белінди. Роман оповідає про сексуальний зв'язок між Джеремі і Беліндою, вміло передаючи їх взаємну любов один до одного через фізичний акт.
Роман стосується питання незаконних любовних відносин: вік сексуальної згоди в шт. Каліфорнія, де відбувається більша частина подій, — вісімнадцять років. Коли Белінда зустрічає Джеремі Вокера, їй шістнадцять років, але розумово вона набагато доросліша. Її ім'я — Белінда Бланшар, її мати — міжнародна кінозірка Бонні. Хоча Белінда і живе окремо від матері, все одно тікає від її батьківського контролю, однак, її неосвічений дядько Деріл переконаний, що Белінда має намір зруйнувати кар'єру матері. Джеремі Вокер не знає нічого про це до тих пір, поки не закохується в Белінду і вони не стають співмешканцями протягом декількох місяців. Роман описує численні любовні зв'язки персонажів різного віку, включаючи всесвітньо відомого перукаря (батька Белінди) Джорджа Галлахера і актора Оллі Боонена. Хоча Белінда єдиний неповнолітній персонаж, який набагато молодший інших дійових осіб, роман піднімає питання про ймовірність існування справжньої любові між двома різновіковими людьми і моральності цієї можливої події.